# Chalcoscirtus kopponeni
Chalcoscirtus kopponeni är en spindelart som beskrevs av Logunov, Marusik 1998 [1999. Chalcoscirtus kopponeni ingår i släktet Chalcoscirtus och familjen hoppspindlar. Inga underarter finns listade i Catalogue of Life.